# Kukës (kraj)
Kraj Kukës (albánsky Qarku i Kukësit) je jeden z 12 krajů v Albánii. Jeho součástí jsou okresy Has, Kukës a Tropojë a hlavní město je Kukës.
Hraničí se třemi státy: Kosovem na východě, Černou Horou na severozápadě a Severní Makedonií na jihovýchodě. Na jihu leží kraj Dibrë, na jihozápadě kraj Lezhë a na západě kraj Skadar.